# 烏克蘭卡 (波洛希區)
47°9′7″N 35°41′2″E / 47.15194°N 35.68389°E
烏克蘭卡（烏克蘭語：Українка）是位於烏克蘭東南部的村莊，由扎波羅熱州波洛希區的莫洛昌斯克市鎮負責管轄。該村始建於1930年，面積19.1平方公里，海拔高度71米，2001年人口139，人口密度每平方公里7.3人。